# Combined Joint Task Force
Combined Joint Task Force (CJTF) ist die ursprünglich rein US-amerikanische Bezeichnung für multinationale Kräfte, die teilstreitkraftübergreifend für festumrissene oder auch zeitlich begrenzte Aufgaben zusammengestellt werden. So setzten die Vereinigten Staaten bei der Invasion von Grenada (Operation Urgent Fury) eine Combined Joint Task Force (CJTF) 120 zusammen, die aus vier einzelnen Task Forces bestand. Eine Combined Joint Task Force (CJTF) 180 wurde im Afghanistankrieg eingesetzt.  
Das sogenannte CJTF-Konzept bezeichnet das Verfahren, derartige Kräfte mit herauslösbaren Teilen der NATO-Kommandostruktur zu führen. Es ermöglicht die Beteiligung von Nicht-NATO-Staaten an solchen Operationen. Darüber hinaus können der WEU CJTF-Hauptquartiere zur Verfügung gestellt werden, um Krisenoperationen im Rahmen des Petersberger Aufgabenspektrums unter Führung der WEU zu ermöglichen. In Weiterentwicklung des Konzepts, das durch die Außen- und Verteidigungsminister der NATO in Berlin und Brüssel im Juni 1996 gebilligt wurde, ist auch die Möglichkeit der Nutzung von nationalen und multinationalen Hauptquartieren außerhalb der NATO-Kommandostruktur für CJTF-Operationen beschlossen worden.
Beispielsweise besteht die Combined Joint Task Force – Operation Inherent Resolve (CJTF-OIR) gegen die Terrororganisation Islamischer Staat (IS) seit 2014.